# Campionato mondiale femminile di pallavolo 1970
Il campionato mondiale femminile di pallavolo 1970 si è svolto dal 22 settembre al 2 ottobre 1970 a Burgas, Sevlievo, Sofia e Varna, in Bulgaria: al torneo hanno partecipato sedici squadre nazionali e la vittoria finale è andata per la quarta volta all'URSS.

## Squadre partecipanti
| - Brasile - Bulgaria - Cecoslovacchia - Corea del Nord - Cuba - Germania Est - Giappone - Messico | - Mongolia - Paesi Bassi - Perù - Polonia - Romania - Stati Uniti - Ungheria - Unione Sovietica |

## Gironi
| Girone A                            | Girone B                                    | Girone C                                   | Girone D                               |
| ----------------------------------- | ------------------------------------------- | ------------------------------------------ | -------------------------------------- |
| Bulgaria Cuba Germania Est Mongolia | Cecoslovacchia Giappone Messico Paesi Bassi | Corea del Nord Polonia Romania Stati Uniti | Brasile Perù Ungheria Unione Sovietica |

## Classifica finale
| Classifica | Squadre          | Qualificazioni            |
| ---------- | ---------------- | ------------------------- |
|            | Unione Sovietica |                           |
|            | Giappone         | Giochi della XX Olimpiade |
|            | Corea del Nord   | Giochi della XX Olimpiade |
| 4          | Ungheria         | Giochi della XX Olimpiade |
| 5          | Cecoslovacchia   |                           |
| 6          | Bulgaria         |                           |
| 7          | Romania          |                           |
| 8          | Cuba             |                           |
| 9          | Polonia          |                           |
| 10         | Germania Est     |                           |
| 11         | Stati Uniti      |                           |
| 12         | Messico          |                           |
| 13         | Brasile          |                           |
| 14         | Perù             |                           |
| 15         | Paesi Bassi      |                           |
| 16         | Mongolia         |                           |